# Royaumes médiévaux

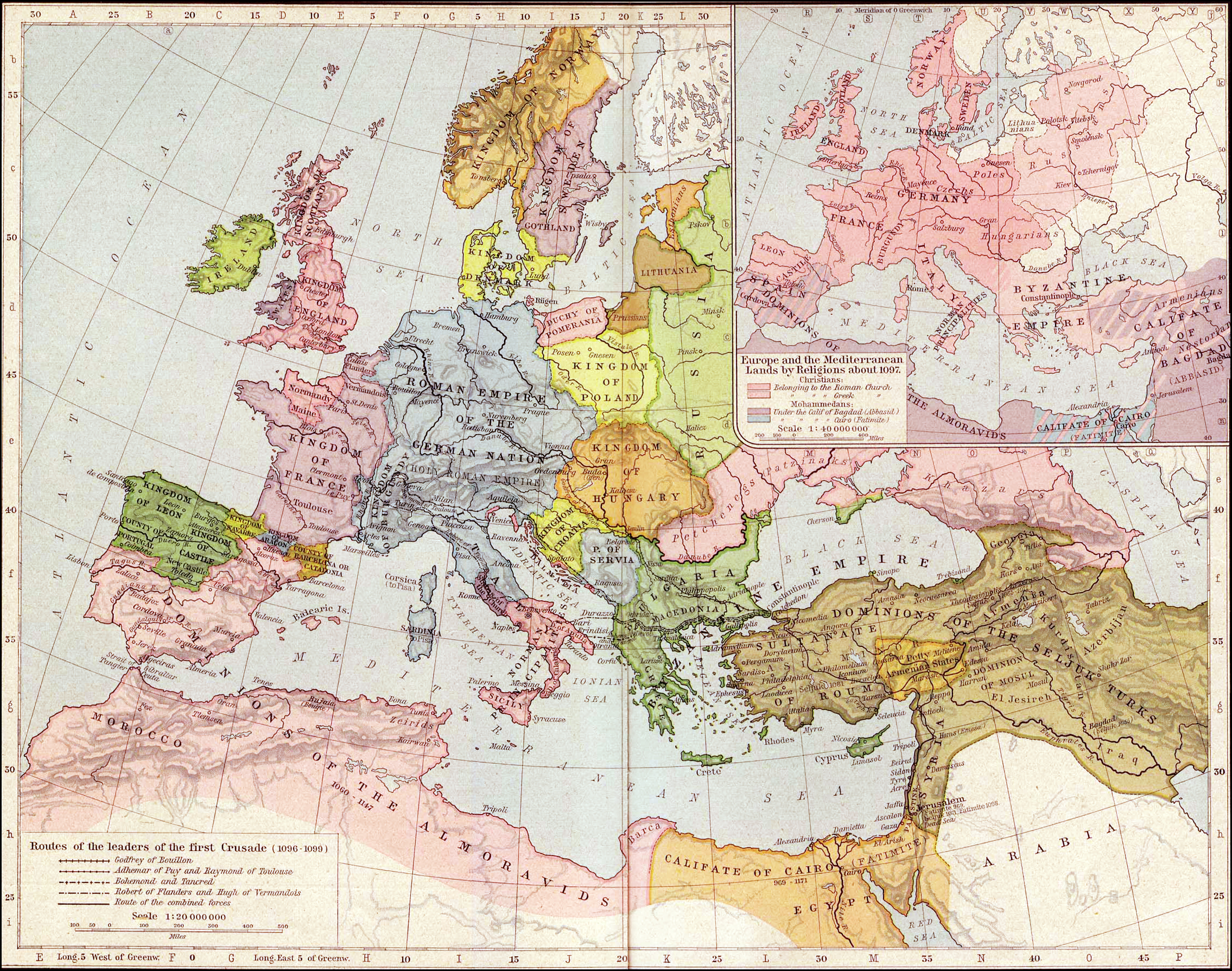
L'Europe vers 1097.

Aux Premiers royaumes du Haut Moyen Âge (ou Royaumes barbares), suivent un grand nombre de royaumes de dimensions modestes :

## Europe

### Saint-Empire romain germanique
- Royaume de Bavière
- Royaume de Bohême-Moravie

### Europe centrale
- Royaume de Pologne
- Royaume de Hongrie

### France
- Royaume de Bourgogne
  - Royaume de Bourgogne transjurane ou Royaume de Haute-Bourgogne
  - Royaume de Bourgogne-Provence ou Royaume d'Arles ou Royaume de Provence-Viennois ou encore Royaume de Bourgogne cisjurane
- Royaume de Bretagne
- Royaumes francs :
  - Royaume d'Austrasie
  - Royaume de Neustrie
  - Lotharingie

### Grande-Bretagne
- Royaume d'Écosse
  - royaume de Fortriú (Pictes)
  - royaume de Fib (Pictes)
  - royaume de Gododdin (Bretons)
  - royaume de Strathclyde (Bretons)
  - royaume de Dal Riada (Scots)
- l'Heptarchie anglo-saxonne : 
  - Royaume de Kent
  - Royaume de Northumbrie, à son tour subdivisé entre :
    - Bernicie
    - Deira

  - Royaume de Wessex
  - Royaume d'Essex, voir aussi Essex
  - Royaume de Sussex
  - Royaume de Mercie
  - Royaume d'Est-Anglie
- Royaume viking d'York (866 à 954)
- Seigneurie d'Irlande

### Espagne
- Couronne d'Aragon :
  - Royaume d'Aragon
  - Royaume de Majorque
  - Royaume de Valence
- Couronne de Castille :
  - Royaume de Castille
  - Royaume de Galice
  - Royaume de León
  - Royaume de Tolède
  - Royaume de Cordoue
  - Royaume de Murcie
  - Royaume de Jaén
- Royaume de Navarre
- Royaume de Grenade
- Royaume des Asturies

### Italie
- Royaume des Deux-Siciles
- Royaume lombard
- Royaume de Naples
- Royaume de Sicile
- Royaume d'Adria
- Royaume de Sardaigne

### Balkans
- Royaume de Croatie
- Royaume de Bosnie
- Royaume de Travonie
- Royaume de Zachlumie
- Royaume de Rascie
- Royaume de Dioclée
- Royaume de Bulgarie

### Scandinavie
- Royaume de Norvège
  - Liste des royaumes de Norvège
- Royaume de Danemark

## Asie

### États latins d'Orient
- Royaume de Chypre
- Royaume de Jérusalem
- Royaume de Thessalonique
- Royaume de Tyr

### Moyen-Orient
- Royaumes turcs
- Royaume arménien de Cilicie
- Royaume de Géorgie

### Inde
- Royaume de Vijayanâgara

### Extrême-Orient
- Royaumes combattants, Chine
- Trois royaumes de Chine
- Trois Royaumes de Corée
- Seize Royaumes
- Royaume du Champâ

## Afrique
- Royaume du Maroc
- Royaume des Toubous[réf. souhaitée]